# Sophia Henriette von Moltke
Sophia Henriette von Moltke (født 10. januar 1743 i Leimbach, Hessen-Nassau, Tyskland; død 8. januar 1830 på Vallø Slot (Bjæverskov Herred, Præstø Amt) var en dansk kammerherreinde.
Hun er datter af Johan Georg von Moltke og Elisabeth Jeanette rigsfriherreinde von Wolzogen und Neuhaus. Hun blev 16 december 1761 gift med Frederik von der Maase. Parret boede på Krogerup gods ved Humlebæk i Nordøstsjælland. Under godset hørte blandt andet landsbyerne Tibberup og Mørdrup samt fiskerlejet Espergærde. Det var hende, der hjalp digteren Johannes Ewald gennem den svære tid under opholdet 1775-1777 på Søbækhus, som lå omtrent midt mellem de tre bebyggelser og hørte under godset.